# 4x4 Jam
4x4 Jam es un videojuego de carreras todoterreno desarrollado por Intuitive Computers e Invictus Games para Android, Dreamcast, iOS, PlayStation 3, PlayStation Portable y PlayStation Vita.

## Jugabilidad
4x4 Jam es un juego de carreras todoterreno que incluye un modo Carrera rápida y un modo Carrera.
El modo Carrera presenta treinta y dos desafíos de eventos diferentes para que el jugador participe. Los eventos vienen en uno de cuatro tipos diferentes, Carreras todoterreno, Carreras en carretera, Carreras de coleccionista (donde todos los competidores intentan localizar y recolectar los más aleatorios). íconos colocados repartidos por el mapa) y Jam Races (donde los vehículos opuestos corren uno contra el otro hacia las puertas de los puntos de control que aparecen al azar). Al ganar o participar en estos eventos, el jugador gana dinero que luego se puede gastar en entradas a otros eventos y también se puede usar para comprar nuevos vehículos. Hay varios vehículos para elegir, como Land Raider y Wrecker, y cada vehículo viene con Cuatro opciones diferentes de trabajos de pintura. Completar eventos en el Modo Carrera desbloquea vehículos, tipos de terreno de mapa y tipos de carrera para usar en el modo Carrera Rápida. En el modo Carrera rápida, los jugadores son libres de elegir un mapa, tipo de carrera y vehículo de su elección. También presenta un modo Free Roam en el que el jugador puede simplemente conducir en un formato no competitivo.